# توئیت پیک
توییت پیک یک وب سایت است که اجازه می‌دهد تا کاربران به راحتی تصاویر را به میکروبلاگینگ توییتر ارسال کنند که
اغلب توسط روزنامه نگاران برای آپلود تصاویری از رویدادی که در حال رخ دادن است استفاده می‌شود.

## تاریخچه
توییت پیک در سال ۲۰۰۸ توسط نوح اورت راه اندازی شد.
برای خرید شرکت او ۱۰ میلیون دلار آمریکا به او پیشنهاد شده‌است که او این پیشنهاد را نپذیرفت.
این وب سایت می توانند به طور مستقل از توییتر مانند فلیکر به کارگرفته شود.

## همچنین ببیند
- توییتر
- فلیکر